# Ilaria Maruotti
Ilaria Maruotti (Roma, 22 febbraio 1994) è una pallavolista italiana, schiacciatrice del Melendugno.

## Carriera

### Club
La carriera di Ilaria Maruotti, sorella del pallavolista Gabriele Maruotti, inizia nel Volleyrò, club con il quale arriva a militare in Serie B1. Nella stagione 2012-13 esordisce nella pallavolo professionistica grazie all'ingaggio da parte dell'Imoco di Conegliano, in Serie A1.
Nell'annata 2013-14 passa alla neonata LJ di Modena, sempre in Serie A1, dove resta per due annate, per poi trasferirsi in Finlandia per il campionato 2015-16, giocando per l'HPK Naiset, in Lentopallon Mestaruusliiga: già nel gennaio 2016 rientra però in Italia per terminare la stagione con la Cisterna, in Serie A2.
Nella stagione 2017-18 si accasa all'Academy Sassuolo in Serie B1, mentre nella quella successiva è all'Hermaea, in serie cadetta, dove resta per un biennio prima di accettare la proposta dell'Helvia Recina per l'annata 2020-21, aggiudicandosi la Coppa Italia di categoria. Nella stagione 2021-22 è nuovamente al club di Olbia, sempre in Serie A2, mentre nella stagione successiva ritorna in Serie B1, difendendo i colori del Melendugno.

### Nazionale
Nel 2011 con la nazionale under 18 vince la medaglia d'argento al campionato europeo e la medaglia d'oro all'XI Festival olimpico estivo della gioventù europea, mentre nel 2012 si aggiudica il bronzo al campionato europeo under 19.

## Palmarès

### Club
- Coppa Italia di Serie A2: 1

2020-21

### Nazionale (competizioni minori)
- Campionato europeo under 18 2011
- XI Festival olimpico estivo della gioventù europea
- Campionato europeo under 19 2012